# Provincia de El Aaiún
La provincia del Aaiún (en árabe, العيون) es una de las provincias creadas por Marruecos de la región de El Aaiún-Saguía el-Hamra. Se encuentra en el territorio no autónomo ocupado y en disputa del Sahara Occidental. Su capital es El Aaiún.

## Demografía
| 96 784                                                               | 153 978 | 210 023 | 217 589 |
| 1982, 1994 : censo secundario; 2004 : censo oficial; 2007 : cálculo. |         |         |         |

Fuentes : World Gazetter

## División administrativa
La provincia del Aaiún consta de dos municipios y tres comunas:

### Municipios
- El Aaiún (capital)
- El Marsa

### Comunas
- Bucraa
- Edchera
- Fum el Uad